# Abdul Rahman Ghassemlou
Abdul Rahman Ghassemlou (Urmia, 22 dicembre 1930 – Vienna, 13 luglio 1989) è stato un politico iraniano, attivista curdo ucciso dagli agenti della Repubblica Islamica dell'Iran a Vienna.

## Biografia
Nato nel 1930 nel villaggio di Qasemlu, periferia di Urmia, svolse un ruolo importante all'interno del Partito Democratico del Kurdistan Iraniano (a cui si unì quando aveva 15 anni).
Cominciò ad avvicinarsi alle idee comuniste e al Tudeh. Dopo aver terminato il liceo, Ghassemlou si trasferì a Parigi per continuare gli studi. Nel 1948 ricevette una borsa di studio e si trasferì in Cecoslovacchia, dove studiò alla Scuola di Scienze Politiche ed Economiche di Praga. Dopo essersi laureato nel 1953, tornò in Iran e iniziò le sue attività per rilanciare il Partito Democratico del Kurdistan (all'epoca molto vicino al Tudeh). Nel 1955, il Partito Democratico del Kurdistan interruppe ufficialmente i suoi legami organizzativi con il Tudeh.
Venne eletto segretario del PDKI nel 1973. Dopo la rivoluzione islamica del '79, Ruhollah Khomeini definisse Ghassemlou "nemico di Dio". Dopo la morte dell'Ayatollah, il governo iraniano invitò Ghassemlou a delle trattative di pace. Il 13 luglio 1989 si recò ad un incontro pianificato con i rappresentanti iraniani a Vienna, e venne ucciso. Venne ritenuto responsabile il Ministero delle informazioni e della sicurezza nazionale.